# فلج دوره‌ای هیپوکالمی
فلج دوره‌ای هیپوکالمی (به انگلیسی: Hypokalemic periodic paralysis) که به صورت مخفّف hypoKPP نیز نامیده می‌شود، یک بیماری نادر و اتوزومال غالب کانالوپاتی است که با ضعف عضلانی یا فلج در زمانی که سطح پتاسیم در خون افول می‌کند همراه است.